# Diana iz Versaillesa
Versajska Diana je nekoliko višji  marmornat kip rimske boginje Diane (grško Artemida) z jelenom. Trenutno je v parku Musée du Louvre v Parizu. Kip je znan tudi kot Diana à la Biche, Diane Chasseresse ('Diana lovka'), Artemida lovka in Artemida s košuto. Gre za rimsko kopijo (1. ali 2. stoletje našega štetja) izgubljenega grškega bronastega izvirnika, ki je bil pripisan Leokaru, c. 325 pr. n. št.

## Zgodovina
Kip je bil odkrit v Italiji. Na spletnih straneh Louvra predlagajo tempelj Diane (Nemi): starodavno svetišče, medtem ko drugi viri predlagajo Hadrijanovo vilo v Tivoliju. Leta 1556 ga je papež Pavel IV. dal Henriku II. s subtilno, a neizogibno aluzijo na kraljevo ljubico Diane de Poitiers.
»Diane Chasseresse je med kipi, izvoženimi iz Italije pred drugo polovico 17. stoletja, pridobila sloves zunaj Italije, enakovreden mojstrovinam v Belvederju ali vili Borghese« , čeprav so jo njeni občudovalci na splošno zamenjali z Artemido iz Efeza .  Postavljen je bil kot osrednja značilnost vrtov Jardin de la Reine, postavljenega zahodno od Galerie des Cerfs v Fontainebleau; tam je bil najbolj viden in med prvimi rimskimi skulpturami, ki so jih videli v Franciji.
Leta 1602 ga je Henrik IV. premaknil v  Louvrsko palačo (Palais du Louvre), kjer je bila Diana nameščena v posebej zanjo zasnovani galeriji, Salle des Antique (zdaj Salle des Caryatides). V času, ko jo je restavriral Barthélemy Prieur. v Fontainebleauju je bila leta 1605 po njej narejena Prieurjeva bronasta replika (Haskell in Penny 1981: 196), ki jo je postavil na visok manieristični marmorni podstavek, ki ga je uredil hidravlični inženir Tommaso Francini, z bronastimi lovskimi psi in jelenovimi glavami, ki so pljuvali vodo, delo Pierra Briarda, 1603, v parterju, ki ga obdaja oranžerija . Še eno bronasto repliko v polni velikosti je leta 1634 izdelal Hubert Le Sueur za angleškega kralja Karla I., brata Ludvika XIII.,  sedaj v gradu Windsor.
Diano je v Grande Galerie (Dvorana ogledal) v  Versajski palači namestil Ludvik XIV.. Za Château de Marly je marmorno kopijo leta 1710 izdelal Guillaume Coustou starejši.
Diane Chasseresse se je kot eden največjih zakladov v Franciji vrnila v Louvre v An VI prve republike (1798) . Leta 1802 jo je obnovil Bernard Lange.

## Opis
Diana je predstavljena kot vitek in moški lovec, ki je ulovila jelena. Gleda proti desni, morda proti samemu jelenu, saj z dvignjeno desno roko potegnila puščico iz toka. Na njeni levi roki je vidno, da drži del loka, preostanek manjka, da bi lahko streljala; manjkajoči lok pretvori sliko v preprosto pastoralno iz simbolike lovke in plena. Nosi kratek dorski hiton, himation okoli pasu in sandale.
Primerljive rimske replike istega modela, ki so na spletni strani Louvra, so našli v Leptis Magna (Libija), v Antalyi (Turčija) in tudi pri Annabi (Alžirija).
Miniaturna replika kipa je stala na kaminu v salonu prvega razreda ladje Titanik. Robert Ballard je leta 1986 kip odkril in fotografiral na morskem dnu blizu premca razbitine.

## Sklci
1. ↑  The statue stands 2.01 meters in height.
2. ↑  Date according to the Musée du Louvre on-line catalogue.
3. ↑   Francis Haskell and Nicholas Penny, Taste and the Antique: the Lure of Classical Sculpture, 1500-1900  1981:196.
4. ↑  The error was forcefully refuted by Jean-Aymar Piganiol de La Force, Nouvelle description des châteaux et des parcs de Versailles et de Marly (Paris, 1713), Haskell and Penny note (1981:196).
5. ↑  The orangerie was swept away under Louis-Philippe. In 1813 the present bronze, a replica dated 1684, replaced Prieur's, which was moved into the Galerie des Cerfs.
6. ↑  Accession number 589.
7. ↑  Lange is also credited with the first restorations to the Venus de Milo